# Reg Bunn
Pour les articles homonymes, voir Bunn.
Reg Bunn, né en 1905 à Kings Norton et mort en 1971, est un dessinateur de bande dessinée britannique. En France, ses œuvres ont fait l'objet de publication dans la presse bande dessinée en petit format comme Akim Color, Janus Stark, Pirates ou Totem.

## Œuvre

### Publications en français
- Akim Color, Aventures et Voyages, collection Mon journal

56. Ouragan sur la jungle, scénario de Frank Pepper et Roberto Renzi, dessins d'Augusto Pedrazza et Reg Bunn, 1972
57. Garf la panthère noire, scénario de Frank Pepper et Roberto Renzi, dessins d'Augusto Pedrazza et Reg Bunn, 1972
58. Zig triomphe, scénario de Frank Pepper et Roberto Renzi, dessins d'Augusto Pedrazza et Reg Bunn, 1972
59. Les Hommes du désert, scénario de Frank Pepper et Roberto Renzi, dessins d'Augusto Pedrazza et Reg Bunn, 1972
60. L'Île aux loups, scénario de Frank Pepper et Roberto Renzi, dessins d'Augusto Pedrazza et Reg Bunn, 1972
61. L'Île en flamme, scénario de Guy Lehideux, Roberto Renzi et Frank Pepper, dessins de Guy Lehideux, Augusto Pedrazza, Geoff Campion et Reg Bunn, 1972